# Демократическая лига Дардании
Демократическая лига Дардании (алб. Lidhja Demokratike e Dardanisë, LDD) — политическая партия в Республике Косово. Была создана в январе 2007 года бывшим спикером Ассамблеи Косова Неджатом Даци после его неудачной попытки стать лидером Демократической лиги Косова. Это консервативная и либерально-консервативная партия и одна из самых больших правых партий в Косово.
Демократическая лига Дардании имела семь мест в Ассамблее Косова после откола от Демократической лиги Косова, но потеряла все свои места в парламенте после выборов 2010 года.